# 楓はるか
楓 はるか（かえで はるか、1986年7月27日 - ）は日本のAV女優。

## 略歴
京都府出身。2006年にAVデビュー。

## 作品
2006年
- SHYLY ～シャイリィ～ はるか（9月1日、プレステージ）
- エロカワ・スタイル 08 美乳ギャル ハルカchan（9月22日、プレステージ）
- 中出し@なんぱギャル（12月19日、ミスター・インパクト）
- ゴージャスネイルの極上ギャル☆ビューティー手コキエステ（12月21日、ディープス）

2007年
- 巨乳中出し240 12（1月13日、隼エージェンシー）
- Deep Les. vol.01 「全裸ヴィーナスレズビアン」（1月19日、U&K）
- EROSTAR （楓はるか） 5 episode（1月30日、ゴリラプロジェクト）
- 生中出し（2月16日、グレイズ）
- 粘着系レズローション No.02'（2月19日、U&K）
- ～初めての真正中出し6連射～（2月25日、みるきぃぷりん♪）
- 私立IP女学院（3月1日、アイデアポケット）[2]。
- 女子校生強制中出し 12（3月10日、隼エージェンシー）
- ギャル痴女ツインズ 01 レズるほど発情（4月5日、ディープス）
- 強制中出し2 無理矢理中出しされた7人の女たち（4月19日、ミスター・インパクト）
- 巨乳若妻中出し（5月19日、ミスター・インパクト）
- 断りきれない女たち 5（8月25日、モデスト）

2008年
- 女子校生レイプ VIII（2月9日、隼エージェンシー）
- 超売れっ子風俗嬢 無許可で本番! 14 かえで（8月20日、サムシング）